# Фрілансер (фільм)
«Фрілансер» (англ. Freelance) — американський комедійний бойовик 2023 року режисера П'єра Мореля за сценарієм Джейкоба Ленца. У головних ролях Джон Сіна, Елісон Брі, Хуан Пабло Раба та Крістіан Слейтер. Вийшов на екрани 27 жовтня 2023 в США та 12 жовтня 2023 в Україні.

## Сюжет
Мейсон Петітс, колишній оператор спецпідрозділу армії США, був поранений і виписаний після невдалої місії з убивства диктатора Хуана Венегаса в Південній Америці. Через багато років, застрягши на безвихідній роботі, Мейсон отримує пропозицію охороняти журналістку Клер Веллінгтон під час її подорожі до Палдонії. Прибувши туди, вони потрапляють у засідку, влаштовану антивенегасською групою, але Мейсону вдається втекти в джунглі разом з Венегасом і Клер. Венегас розповідає, що напад був частиною перевороту, організованого його племінником Хорхе та полковником Яном Кегорстом. Мейсон дізнається, що його справжнє завдання — вбити Венегаса, але коли Клер захоплюють найманці, він змінює свої плани. 
Зрештою, Мейсон і Венегас повертаються до столиці, де переконують Хорхе допомогти врятувати країну, але Хорхе гине, захищаючи свого дядька. Мейсон і Венегас протистоять Яну та його людям, перемігши їх у запеклій битві. Після того, як Клер відновлює свою кар'єру завдяки репортажам, Венегас йде з влади, надаючи країні демократичні вибори, а Мейсон возз'єднується зі своєю родиною та отримує 5 мільйонів доларів, що дозволяє йому залишити ненависну роботу.

## Акторський склад
| Актор            | Роль                                                     |
| ---------------- | -------------------------------------------------------- |
| Джон Сіна        | юрист Мейсон Петітс колишній військовий спецпризначенець |
| Елісон Брі       | журналістка Клер Веллінгтон                              |
| Хуан Пабло Раба  | президент Хуан Венегас                                   |
| Крістіан Слейтер | Себастьяа Ерл бос Мейсона та колишній спецпризначенець   |
| Еліс Ів          | Дженні Петітс дружина Мейсона                            |
| Мартон Чокаш     | полковник Ян Кегорст                                     |
| Себастьян Еслава | Хорхе Васкес                                             |

## Виробництво
«Фрілансер» — кінодебют телевізійного сценариста Джейкоба Ленца в жанрі повнометражних фільмів. Фільм анонсований 6 жовтня 2021 року, режисером названий П'єр Морель, на головну роль затверджений Джон Сіна. Повідомлялося, що бюджет фільму склав не менше 40 мільйонів доларів. У січні 2022 року до акторського складу приєдналися Елісон Брі, Хуан Пабло Раба, Еліс Ів, Мартон Чокаш і Крістіан Слейтер. Зйомки розпочалися в Колумбії 17 січня 2022 року за участю оператора Тьєррі Арбоґаста та були завершені у квітні 2022 року.

## Випуск
«Фрілансер» був випущений у кінотеатрах компанією Relativity Media 27 жовтня 2023 року. 28 листопада 2023 року він був випущений як відео на вимогу, на DVD та Blu-ray — 12 березня 2024 року. Прокат в Україні — з 12 жовтня 2023 року (прокатник Adastra Cinema, дистриб'ютор «Вольга»).

## Сприйняття
Фільм був підданий значній критиці. На вебсайті агрегатора рецензій Rotten Tomatoes 8 % із 37 відгуків критиків є позитивними із середньою оцінкою 2,3/10. Metacritic поставив фільму 22 бали зі 100 на основі 12 критиків, вказуючи на «загалом несприятливі» відгуки. Аудиторія, опитана CinemaScore, поставила фільму середню оцінку «B-» за шкалою від A+ до F, тоді як опитані PostTrak дали йому загальну позитивну оцінку в 58 %, з яких 27 % сказали, що вони однозначно рекомендують фільм.